# Polsat Sport
Polsat Sport 1 ist ein polnischer Sportsender. Er nahm seinen Sendebetrieb am 11. August 2000 auf.

## Geschichte
Polsat Sport 1 startete am 11. August 2000 in SD-Qualität. Seit dem 12. Oktober 2007 wird in HD-Auflösung gesendet. Neben US-Wrestling wird auch die UEFA Champions League übertragen. Der Sender sendet 24 Stunden Vollprogramm. Am 15. Oktober 2005 nahm der Schwestersender Polsat Sport Extra seinen Sendebetrieb auf.
Am 22. Februar 2013 ging die PolsatSport.pl Website online, auf der Sportnews, Bildergalerien, ausgewählte Sportübertragungen sowie Videomaterial angeboten wird. Ab dem 2. September 2016 steht die PolsatSport.pl App zur Verfügung.

## Polsat Sport 2
Am 15. Oktober 2007 nahm der Sender Polsat Sport 2 seinen Sendebetrieb auf. Man sendet dort Polsat Sport sowie einige Extras. Er ersetzte den Ender Polsat Futbol.

## Übertragende Sportarten
- Handball
- Volleyball
- Fußball
- Strandfußball
- Basketball
- Rodeln
- Boxen
- MMA
- Tennis
- Rugby
- Wintersport
- Motorsport
- American Football (European League of Football)
- Sportmagazine

## Polsat Sport 3
Polsat Sport 3 nahm seinen Sendebetrieb am 30. Mai 2011 noch unter altem Namen Polsat Sport News auf. Dieser war bis zum 2. Januar 2016 frei Empfangbar. Erst am 2. Januar 2017 wurde Polsat Sport News zu Super Polsat, der dann Polsat Sport News im Free-TV ersetzte und zu Polsat Sport 3 HD. Polsat Sport 3 konzentriert sich auf Sportnachrichten, ähnlich wie bei dem deutschen Sky Sport News, aber mit mehr Sport.

## Polsat Sport Fight
Polsat Sport Fight ist ein Wrestling-Sender. Er startete am 1. August 2016 und ersetzt im Digitalem Paket Cyfrowy Polsat den Sender Fightbox. Außerdem ist er als Konkurrenz für Fightbox, Fightklub und Co. entstanden.

## Premium
Am 21. August 2018 starteten die Sender Polsat Sport Premium 1 und 2 sowie die Sender Polsat Sport Premium 3-6 PPV. Auf den ersten beiden Hauptsendern wird täglich 24-Stunden UEFA Champions League Live und Wiederholungen gezeigt. Auf den PPV-Sendern wird nur UEFA Champions League ausgestrahlt, wenn es Live ist. Die Sender 1 bis 2 übertragen alles in Super HD, die PPV-Kanäle in HD. Sie beiden Hauptkanäle ersetzten die Kanäle von 2016: Polsat Sport 2 und Polsat Sport 3.